# マグナファイ
Magna-Fi（マグナファイ）は、2002年にアメリカ合衆国ネバダ州ラスベガスにて結成された4人組のハードロックバンド。1996年にポール・ギルバートのプロデュースにより生まれたヘヴィメタルバンド"Szuters(ズーターズ)"が再結成した際に改名し、今に至る。

## メンバー
- マイク・ズーター（Vo）Mike Szuter
- ロブ・クレイ（g） Rob Kley
- チャーリー・スモルディノ（b）Charlie Smaldino
- クリス・ブレイディ（ds）Chris Brady

## ディスコグラフィー
（発売日は日本国内でのもの）
- Burn Out the Stars (2004/6/15)
- Versechoruskillme  (2007)